# Бромфман, Педро
Педро Бромфман (англ. Pedro Bromfman) — бразильский композитор, автор саундтреков к фильмам и играм.

## Дискография

### Фильмы
- 1999-2006  — ESPN Спортивный век (сериал)
- 2007 — Элитный Отряд
- 2010 — Элитный отряд: Враг внутри
- 2014 — Робокоп
- 2015 — Нарко

### Видеоигры
- 2012 — Max Payne 3
- 2019 — Need for Speed: Heat
- 2021 — Far Cry 6